# Chimarra thaiorum
Chimarra thaiorum är en nattsländeart som beskrevs av Chantaramongkol och Malicky 1989. Chimarra thaiorum ingår i släktet Chimarra och familjen stengömmenattsländor. Inga underarter finns listade i Catalogue of Life.